# مايكروريجن (البرازيل)
ميكرو ريجن (بالبرتغالية: Microrregião‏) هو اسم يطلق على مجموعة من بلديات البرازيل على حدود المدن البرازيلية. تسمى مجموعة من الميكرو ريجنات بـ ميزوريجنز.
يمهد القانون البرازيلي للبلديات الأعضاء في الميكرو ريجن إمكانية التعاون في المسائل ذات الاهتمام المشترك، ولكن في الواقع تستخدم في المقام الأول هذه الانقسامات للأغراض الإحصائية من قبل المعهد البرازيلي للجغرافيا والإحصاء.